# 安德鲁瓦河畔圣康坦
安德魯瓦河畔圣康坦（法語：Saint-Quentin-sur-Indrois，法語發音：[sɛ̃ kɑ̃tɛ̃ syʁ ɛ̃dʁwa] ⓘ）是法国安德尔-卢瓦尔省的一个市镇，位于该省东南部，属于洛什区。

## 地理
安德鲁瓦河畔圣康坦（47°12'13"N, 1°1'25"E）面积27.23 平方千米，位于法国中央-卢瓦尔河谷大区安德尔-卢瓦尔省，安德魯瓦河畔，该河是卢瓦尔河的一条支流。
与安德鲁瓦河畔圣康坦接壤的市镇（或旧市镇、城区）包括：叙布莱讷、安德尔河畔尚堡、谢迪尼、费里耶尔叙博略、热尼耶、吕济耶。
安德鲁瓦河畔圣康坦的时区为UTC+01:00、UTC+02:00（夏令时）。

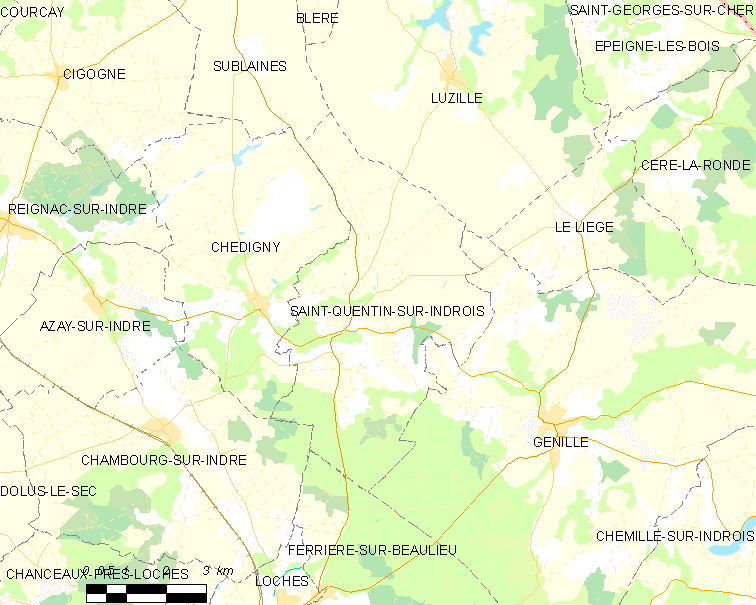
安德鲁瓦河畔圣康坦的OSM定位图

## 行政
安德鲁瓦河畔圣康坦的邮政编码为37310，INSEE市镇编码为37234。

## 政治
安德鲁瓦河畔圣康坦所属的省级选区为洛什县。

## 人口

1962-2008年间安德鲁瓦河畔圣康坦人口变化图示

安德鲁瓦河畔圣康坦于2022年1月1日时的人口数量为492人。